# Isocapnia abbreviata
Isocapnia abbreviata är en bäcksländeart som beskrevs av Theodore Henry Frison 1942. Isocapnia abbreviata ingår i släktet Isocapnia och familjen småbäcksländor. Inga underarter finns listade i Catalogue of Life.